# Calle 33 (estación PATH)
La Calle 33 es una estación del PATH, que abrió el 10 de noviembre de 1910, está localizada en la Sexta Avenida (Avenida de las Americas), entre las calles 32 y 33 en Manhattan, bajo Herald Square (Nueva York, EE. UU.).

## Atracciones cercanas
- Edificio Empire State
- Herald Square
- Koreatown
- Macy's
- Madison Square Garden
- Manhattan Mall